# Musée des Arts contemporains de la Fédération Wallonie-Bruxelles
Pour l’article homonyme, voir Mac's Convenience Stores.
 (juin 2025).
Si vous disposez d'ouvrages ou d'articles de référence ou si vous connaissez des sites web de qualité traitant du thème abordé ici, merci de compléter l'article en donnant les références utiles à sa vérifiabilité et en les liant à la section « Notes et références ».
Le MACS (ou MAC’s, Musée des Arts contemporains de la Fédération Wallonie-Bruxelles) est un musée d'art contemporain situé sur le site du Grand-Hornu, à Hornu dans l'entité de Boussu, dans la province de Hainaut. Créé en 2002, son premier directeur fut Laurent Busine. Le musée subit de graves difficultés financières structurelles.

## Description du site
Le site internet du musée indique que le MACS est installé dans un bâtiment construit au XIXe siècle « par Henri Degorge, capitaine d’entreprise français tenté par l’aventure du charbon. Le site naît en pleine révolution industrielle dans une région qui est, à l’époque, la seconde place industrielle du monde ! ».  
Le même site précise que « au début des années 1990, la Communauté française décide d’installer son futur Musée des Arts Contemporains à Hornu. En développant le MACS, elle assure la remise en état de la partie du site qui restait à réhabiliter ».

## Classement
L'Unesco a inscrit au Patrimoine mondial quatre sites miniers majeurs de Wallonie.
Il s'agit de sites historiques liés à l’exploitation du charbon : Grand-Hornu, Bois-du-Luc, Bois du Cazier et Blegny-Mine.
Ils représentent les lieux les mieux conservés de l'exploitation charbonnière en Belgique, du début du XIXe siècle à la seconde moitié du XXe siècle, selon la Région wallonne.
Ces quatre sites exploitent le « terrain houiller » qui va du Nord-Pas-de-Calais au Bassin d’Aix-la-Chapelle. Ils couvrent la même tranche chronologique du début du XIXe à la fin du XXe siècle. Ils condensent sur un espace réduit tous les aspects du patrimoine minier, technique et social. Ils se complètent réciproquement. Grand-Hornu et Bois-du-Luc forment le volet « social », Bois du Cazier et Blegny-Mine forment le volet « travail et travailleurs », illustrant à travers l’architecture les relations de pouvoir et l’organisation sociale. (...) Du point de vue architectural, deux sites, Grand-Hornu et Bois-du-Luc, cristallisent d’importants courants internationaux d’architecture et d’urbanisme.

## Directeurs
Depuis sa création en 2002 jusqu'à l'âge de sa pension, le directeur était Laurent Busine. 
Il est remplacé fin janvier 2016 par Denis Gielen, né en 1966.

## Difficultés financières
Depuis de nombreuses années, le musée accumule les difficultés financières structurelles, aggravées par la pandémie et la forte inflation qui a suivi.